# Wysokie Siodło (Beskid Mały)
Wysokie Siodło (873 m) – przełęcz między szczytami Czupla (931 m) i Rogacza (899 m) w Beskidzie Małym. Obydwa te szczyty znajdują się w zachodniej części Beskidu Małego, w Grupie Magurki Wilkowickiej. Nazwę przełęczy podaje przewodnik R. Trusia Beskid Mały, wysokość mapa Geoportalu. Przełęcz jest dość płytka, ma jednak ważne znaczenie turystyczne, krzyżują się bowiem na niej dwa szlaki turystyczne; czerwony i niebieski. Przełęcz znajduje się w lesie.
Na Wysokim Siodle graniczą z sobą trzy miejscowości: Łodygowice, Międzybrodzie Bialskie i Czernichów (wszystkie w województwie śląskim, w powiecie żywieckim).
Szlaki turystyczne
 Czernichów – Suchy Wierch – Rogacz – Wysokie Siodło – Czupel – Magurka Wilkowicka
 Łodygowice – Przysłop – Wysokie Siodło – Międzybrodzie Bialskie.